# 済海寺

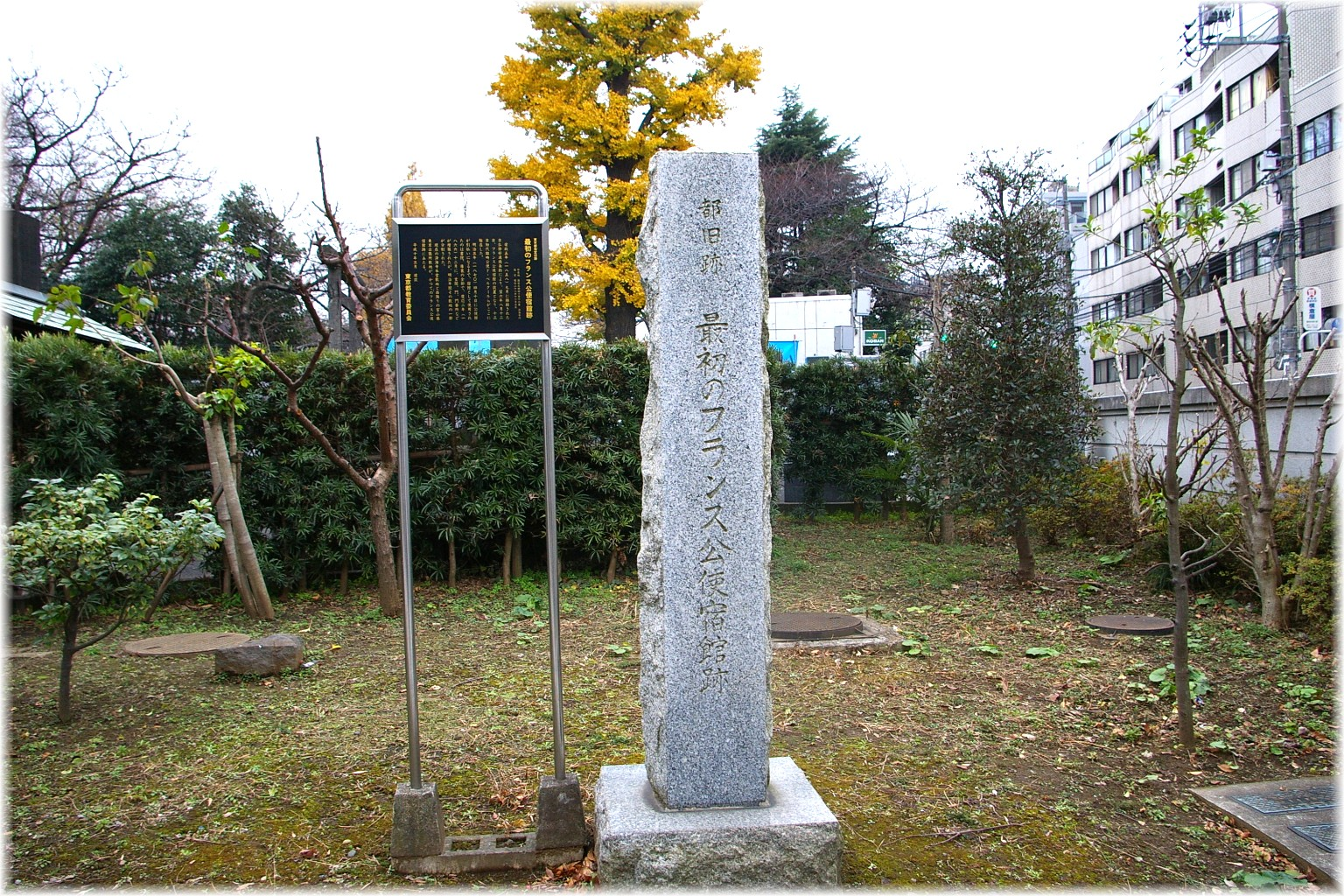
都旧跡・最初のフランス公使宿館跡

済海寺（さいかいじ）は、東京都港区三田四丁目に存在する浄土宗の寺院。本尊は阿弥陀如来。江戸三十三観音札所の第26番札所である。札所本尊は亀塚正観世音菩薩。正式には周光山長寿院済海寺（しゅうこうざん ちょうじゅいん さいかいじ）という。

## 地理
亀塚公園の隣に位置している。『更級日記』に登場する皇女と武蔵国の武士との恋愛物語である竹芝伝説の「竹芝寺」の跡地に位置する。

## 歴史
1621年（元和7年）牧野忠成と念無聖上人によって創設された。越後長岡藩藩主家牧野家や伊予松山藩主家松平家およびその定府家中が江戸での菩提寺として使用した。松山藩から1500坪の領地を受ける。松平家17代目までの遺体を土葬している。1859年（安政6年）にフランス総領事館となり、2年後には公使館となって1874年（明治7年）まで続いた。現在は最初のフランス公使宿館跡として碑が境内に残されている。
1982年に、済海寺にある旧越後長岡藩主家牧野家墓所の悠久山への改葬が行われるが、鈴木公雄を団長とする済海寺遺跡調査団による緊急遺骨調査が行われた。

## アクセス
- 都営地下鉄浅草線・三田線、三田駅より徒歩10分